# Erythroxylum capitatum
Erythroxylum capitatum är en tvåhjärtbladig växtart som beskrevs av John Gilbert Baker. Erythroxylum capitatum ingår i släktet Erythroxylum och familjen Erythroxylaceae. Inga underarter finns listade i Catalogue of Life.